# Associazione Calcio Femminile Pordenone Friulvini 1989-1990
Questa voce raccoglie le informazioni riguardanti la Associazione Calcio Femminile Pordenone Friulvini nelle competizioni ufficiali della stagione 1989-1990.

## Organigramma societario
Area direttiva
- Presidente: Luciana Lazzarin
- Vice presidente: Ennio Brao

Area organizzativa
- Segretario generale: Giorgio Antonini

Area comunicazione
- Addetto stampa: Enea Costalunga

Area tecnica
- Allenatore: Vittorio Re
- Allenatore in seconda: Domenico Tadiotto

Area sanitaria
- Medico sociale: Francesco Girotto

## Rosa
Rosa aggiornata all'inizio della stagione.
| N. |                    | Ruolo | Calciatrice          |
| -- | ------------------ | ----- | -------------------- |
|    | Italia (bandiera)  | C     | Claudia Basso        |
|    | Italia (bandiera)  | D     | Silvia Bazzo         |
|    | Italia (bandiera)  | P     | Cristina Capretta    |
|    | Italia (bandiera)  | D     | Anna Lucia Cigolotti |
|    | Italia (bandiera)  | C     | Angela Colotto       |
|    | Italia (bandiera)  | A     | Cristina Del Ben     |
|    | Francia (bandiera) | C     | Claire Deydier       |
|    | Italia (bandiera)  | P     | Monica Marzaro       |
|    | Italia (bandiera)  | A     | Caterina Menegon     |

| N. |                   | Ruolo | Calciatrice        |
| -- | ----------------- | ----- | ------------------ |
|    | Italia (bandiera) | D     | Mara Menin         |
|    | Italia (bandiera) | D     | Franca Miotto      |
|    | Italia (bandiera) | A     | Monica Pase        |
|    | Italia (bandiera) | D     | Manuela Pozzebon   |
|    | Italia (bandiera) | C     | Franca Quas        |
|    | Italia (bandiera) | D     | Raffaella Salmaso  |
|    | Italia (bandiera) | C     | Daniela Salvestrin |
|    | Italia (bandiera) | C     | Maria Pia Toppano  |